# Call of Juarez: Gunslinger
Call of Juarez: Gunslinger (рус. Зов Хуареса: Стрелок) — компьютерная игра, шутер от первого лица, в стиле вестерн, разработанная польской компанией Techland и издаваемая компанией Ubisoft. Целевые платформы: Microsoft Windows, PlayStation 3, Xbox 360.

## Официальный анонс
6 сентября 2012 года компания Ubisoft анонсировала очередное продолжение для своей франшизы Call of Juarez, разработчиком которой также выступит польская компания Techland. Действие игры, как и первых двух частей, происходит в XIX веке. На этот раз героями будут не члены семьи Маккол, как это было в предыдущих частях, а охотник за головами Сайлас Гривз и реальные бандиты того времени — Билли Кид, Джесси Джеймс, Бутч Кэссиди и др. Также Techland обещают развитое древо навыков и систему повреждения персонажей, наподобие той, что была реализована в Dead Island, которая также разрабатывалась этой студией. Официально заявлены три ветки развития — Стрелок, Рейнджер и Охотник. Вернутся и классические дуэли, и массовые убийства с использованием Slo-mo.

## Геймплей
Во время прохождения встречаются RPG элементы, главный герой получает награды и повышает уровень своих навыков: точность стрельбы, скорость перезарядки оружия и прочее. Сюжетная линия наполнена постоянными перестрелками с бандитами, участиями в дуэлях на пистолетах, в некоторые моменты можно эффективно использовать динамит. Повествование в игре ведётся от лица персонажа — Сайласа Гривза, охотника за головами, который рассказывает о своих приключениях зевакам одного из типичных, на то время, салунов. Само действие представляется в виде флешбэков, описывающих происходящее в той или иной истории. В игре есть Аркадный режим. Здесь нужно за определённое время убить всех противников и получить максимальное количество звезд. Аркадные миссии основаны на уровнях кампании.

## Сюжет
В 1910 году известный в прошлом охотник за головами Сайлас Гривз появляется в баре городка Абилин и начинает рассказывать присутствующим историю своей жизни. Его слушают владелец бара Бен и ещё несколько человек, по-разному воспринимающих его рассказ; так, Джек постоянно сомневается в правдоподобности того, что рассказывает Сайлас, а Дуайт, знакомый с историей Дикого Запада по бульварным романам, горячо его защищает. Повествование ведётся не в хронологическом порядке, Сайлас перескакивает от одного события к другому, разоблачает общепринятые версии знаменитых исторических событий; довольно скоро становится понятно, что кое-где память его подводит, а иногда он и явно преувеличивает собственную роль в том, что происходило. Он повествует о своих встречах со знаменитыми бандитами фронтира и о том, как индейский вождь однажды предостерёг его об опасности поглощения его души темнотой. Выясняется, что он стал охотником за головами не просто так — им двигало желание отомстить за своих братьев, убитых тремя бандитами в Хуаресе в 1868 году. Сайлас знал имена всех трёх преступников и принялся выслеживать их. Ему удалось найти и убить двоих — Джонни Ринго и Джима Рида. Однако третий, Роско «Боб» Брайнт, постоянно ускользал от него. После рассказов о многочисленных попытках найти неуловимого «Боба» Сайлас вспоминает предупреждение индейского вождя и замечает, что из-за Брайнта вся его жизнь прошла в погоне за местью, у него нет друзей и семьи, и бесчисленные убийства делают его даже хуже самого Брайнта. Наконец потерявшие терпение слушатели напрямую обвиняют Сайласа во лжи, и тут обнаруживается, что Сайлас рассказывал небылицы совсем не случайно. Комментируя его похождения, Бен по неосторожности сболтнул слишком много и раскрыл свою истинную личину. Владелец бара оказался никем иным, как Роско Брайнтом, отошедшим от грязных дел. Сайласу остаётся лишь принять решение — отомстить своему старому врагу или простить его.

## Отзывы и критика
| Сводный рейтинг       | Сводный рейтинг                        |
| Агрегатор             | Оценка                                 |
| --------------------- | -------------------------------------- |
| GameRankings          | PC: 78,18 % X360: 76,87 % PS3: 71,69 % |
| Metacritic            | 80 %                                   |
| Русскоязычные издания |                                        |
| Издание               | Оценка                                 |
| Absolute Games        | 80 %                                   |
| Riot Pixels           | 72/100                                 |

Очередной Call of Juarez получил весьма положительные отзывы игроков, которые одобрили возвращение игры к истокам, повествуя о Диком Западе, ковбоях и бандитах. Критики отметили схожесть игры с первым Borderlands и Bulletstorm, благодаря механике и геймплею. В целом игра была воспринята игроками лучше, чем предшествующая The Cartel, что подтверждает её общий рейтинг на Metacritic в районе 80 % по итогам 73 пользовательских рецензий.